# Bataille de Bab El Oued
Guerre d'Algérie
Batailles
- Toussaint rouge
- Opération Eckhmül
- Opération Aloès
- Opération Véronique (en)
- Opération Violette
- Massacres d'août 1955 dans le Constantinois
- Opération Timgad
- Bataille d'El Djorf
- Opération Oiseau bleu
- Embuscade de Palestro
- Bataille d'Alger
- Bataille de Bouzegza
- Bleuite
- Bataille de Timimoun
- Bataille des Frontières
- Combat du Fedj Zezoua
- Coup d'État du 13 mai 1958
- Opération Résurrection
- Opération Couronne
- Opération Brumaire
- Plan Challe
- Opération Jumelles
- Semaine des barricades
- Manifestations de décembre 1960
- Putsch des généraux

- Bataille de Bab El Oued
- Fusillade de la rue d'Isly
- Massacre d'Oran

La bataille de Bab El Oued, appelée parfois siège de Bab El Oued est un épisode de guerre civile durant la guerre d'Algérie (1954-1962). 
Il a opposé le 23 mars 1962 l'OAS à l'armée française dans Bab El Oued, alors quartier européen et populaire d'Alger, et un blocus du quartier par l'armée française a été mis en place jusqu'au 6 avril 1962.

## Contexte

### Proclamation de cessez-le-feu bilatéral
Rejetant le cessez-le-feu entre l'armée française et le FLN qui est proclamé le 19 mars 1962 par le président de la République française Charles de Gaulle, l'OAS se retranche dans le quartier de Bab-El-Oued pour s'opposer par les armes au processus d'indépendance défini aux accords d'Évian.

### Déclaration de guerre de l'OAS (19 mars)
À la suite de l'annonce du cessez-le-feu, le général Raoul Salan, chef de l'Organisation armée secrète (OAS), s'adresse par le biais d'une allocution radiodiffusée aux anti-indépendantistes d'Algérie qu'il invite à la rébellion contre l'État français :

« Ici Radio-France, la voix de l'Algérie française. Français, Françaises, un cessez-le feu qui livre à l'ennemi des terres françaises vient d'être consenti. Il s'agit là d'un crime contre l'Histoire de notre nation. Je donne l'ordre à nos combattants de harceler toutes les positions ennemies dans les grandes villes d'Algérie,,. »

Dans Le Monde du 25 mars 1972, Jean Lacouture rapporte qu'un tract énonce qu'à compter de minuit, le 22 mars 1962, officiers, sous-officiers et soldats de l'armée française en Algérie sont considérés par l'OAS comme des troupes au service d'un gouvernement étranger,
Le 22 mars 1962, 18 gendarmes mobiles sont tués dans une embuscade, et le 23 mars 1962, 7 appelés du contingent qui avaient refusé de livrer leurs armes à l'OAS sont abattus. L'affrontement entre l'armée française et l'OAS devient inévitable.

## Blocus de Bab El Oued (du 23 mars au 6 avril)

### La journée du 23 mars
La bataille s'engage dans la journée du 23 mars 1962 entre les commandos Delta de l'OAS et la Gendarmerie mobile. Les chars de l'Armée de Terre prennent position dans le quartier en état de siège. Les automitrailleuses M8 Greyhound en contrôlent les entrées et sorties tandis que les T-6 (voire des T-28F Fennec) de l'armée de l’Air mitraillent des bâtiments et immeubles tenus par l'OAS.

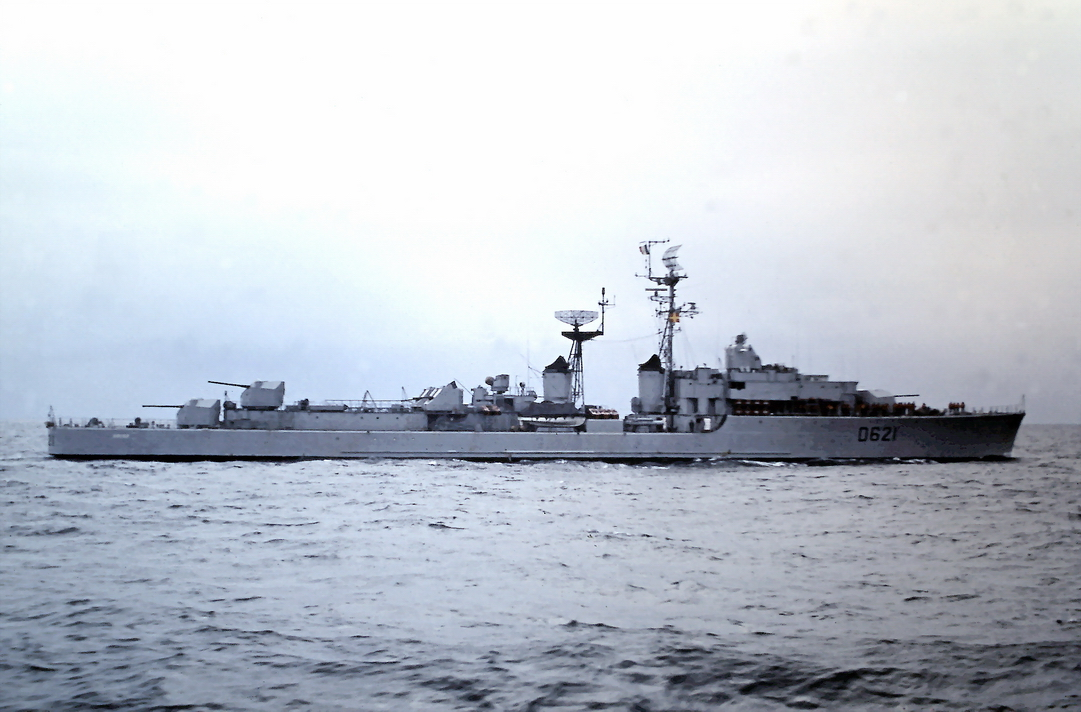
Le Conducteur de Flottille Surcouf (D621) photographié en 1970.

Afin de réduire la sédition du quartier de Bab-el-Oued, il aurait été envisagé d’utiliser, à l'occasion de leur passage à Alger, le lundi 26 mars, les escorteurs d'escadre[réf. nécessaire] Surcouf et Maillé-Brézé. Les deux escorteurs concernés passeront effectivement quelques heures au mouillage au cap Matifou situé à l'est de la baie d'Alger, à une dizaine de kilomètres de Bab-El-Oued.
À la fin de la journée, les commandos de l'OAS parviennent à s'échapper du quartier assiégé, un colonel de l'armée ayant retardé à l'extrême l'ordre qui lui était donné de boucler son secteur. Le bilan de la journée est de 15 morts et 77 blessés parmi les forces de l'ordre, et 20 morts et 60 blessés environ parmi les insurgés,,.

### Le blocus du quartier
Dans les deux semaines qui suivent, un blocus du quartier est mis en place par l'armée, ainsi qu'un couvre-feu. La population dispose d'une heure par jour pour se ravitailler. Des perquisitions massives et brutales sont menées (7000 appartements visités, 3000 arrestations, près de 700 revolvers et fusils saisis). 
À la suite du blocus de Bab El Oued par l'armée, l'OAS lance un appel à manifester massivement le 26 mars à destination de la population européenne d'Alger, dans le but de forcer le blocus. Cette manifestation se termine tragiquement par une fusillade rue d'Isly qui fait 62 morts.

## La bataille de Bab El Oued dans les arts et la culture
Documentaire
- 1972 : La Guerre d'Algérie de Yves Courrière et Philippe Monnier, Reganne Films

Roman
- 2015 : Jean-Claude Tobelem, Blocus à Bab-El-Oued, Paris, L'Harmattan, 2015, 153 p. (ISBN 978-2-343-05951-8, présentation en ligne), p. 38 à 41

### Archives audiovisuelles INA
- IMAGES D'ALGER, Journal Télévisé de 20H, ORTF, 24/03/1962
- Semaine du cessez-le-feu, ORTF, 25/03/1962
- EMEUTES A BAB-EL-OUED, Journal Télévisé de 20H, ORTF, 25/03/1962 (document inédit non sonorisé)
- ALGERIE: LES EVENEMENTS DU LUNDI 26 MARS 1962, Journal Télévisé de 13H, ORTF, 28/03/1962
- LES HEURES DRAMATIQUES D'ALGER ET D'ORAN, Les Actualités Françaises, ORTF, 28/03/1962
- LE CALME EST REVENU A ALGER, reportage muet filmé le 29 mars à Alger par Michel Colomes mais non diffusé, Journal Télévisé de 13H, 29/03/1962
- CALME A ALGER, Journal Télévisé de 20H, ORTF 30/03/1962
- ALGER PANSE SES PLAIES, Journal Télévisé de 20H, ORTF, 31/03/1962
- Evénements de la semaine concernant l'Algérie, ORTF, 01/04/1962
- UN SUJET ALGERIE (IMAGES DE DESTRUCTIONS), Non diffusé, ORTF, 01/04/1962
- L'Algérie… à la veille du Référendum, Les Actualités Françaises, ORTF, 04/04/1962
- Yves Courrière, Journal Télévisé de 20H, ORTF, 16/10/1971